# خوان کارلوس گاریدو
خوان کارلوس گاریدو فرناندز (اسپانیایی: Juan Carlos Garrido Fernández‎؛ زادهٔ ۲۹ مارس ۱۹۶۹)، سرمربی فوتبال اهل اسپانیا است.
او سرمربی‌گری را در ویارئال بی آغاز کرد و یک فصل نیز سرمربی تیم اصلی ویارئال بود. همچنین به‌مدت یک سال در کلوب بروژ بود. مهم‌ترین بخش کاری کارلوس گاریدو، سرمربی‌گری تیم فوتبال رئال بتیس است. جایی که در آن به‌دلیل نتیجه‌گیری ناپسند از دید مدیران باشگاه و پس‌از شکست سنگین در برابر رقیبش در لیگ، اخراج گردید. سپس به الاهلی مصر رفت و از ۲۰۱۴ تا ۲۰۱۵ سرمربی آنان بود. او فصل ۲۰۱۷–۲۰۱۶ را نیز در باشگاه فوتبال الاتفاق گذراند. سپس دو فصل از ۲۰۱۷ تا ۲۰۱۹ با الرجا کازابلانکا مراکش بود که دو دستاورد نیز با آنان داشت. او در ۲۰۱۹ برای مدتی سرمربی‌گری العین را نیز انجام داد که به پایان زودهنگام همکاری باشگاه با وی انجامید.
وی سابقه سرمربیگری در باشگاه پرسپولیس در لیگ خلیج فارس را دارد.
دستاوردهای او، دو قهرمانی جام کنفدراسیون آفریقا در ۲۰۱۴ و ۲۰۱۸، یک قهرمانی در جام حذفی مراکش در ۲۰۱۷ و یک قهرمانی در سوپر جام مصر در ۲۰۱۴ هستند.

## دوران مربیگری

### پرسپولیس
در ۲۵ ژوئن ۲۰۲۴، با آگاهی‌رسانی وبگاه رسمی باشگاه پرسپولیس، گاریدو سرمربی این تیم شد. در نخستین نشست خبری پس از ورود به باشگاه، گاریدو گفت: «افتخار می‌کنم سرمربی تیمی چون پرسپولیس هستم».
نخستین پیروزی وی با تیم پرسپولیس در هفته سوم لیگ برتر خلیج فارس در مقابل فولاد و در شهر قزوین بود که این بازی با برتری دو گل پرسپولیس همراه بود.
گاریدو در ۲ دی ماه ۱۴۰۳ پس از شکست ۳ بر ۱ در مقابل مس رفسنجان از سمت خود اخراج شد.

## دستاوردها
الاهلی مصر
- سوپر جام مصر: ۲۰۱۴
- جام کنفدراسیون آفریقا: ۲۰۱۴

الرجا کازابلانکا
- جام پادشاهی مراکش: ۲۰۱۷
- جام کنفدراسیون آفریقا: ۲۰۱۸